# Stefan Zimniak
Stefan Zimniak (ur. 1938, zm. 1996 w Szydłowcu) – polski nauczyciel, działacz społeczny, naczelnik Szydłowca.

## Życiorys
Z wykształcenia był nauczycielem. W latach 50. uczył matematyki w szkołach średnich w Ostrowcu Świętokrzyskim. W 1961 rozpoczął pracę w I LO im. H. Sienkiewicza w Szydłowcu. 
Następnie, do 1977, był dyrektorem liceum dla pracujących. W tym samym roku został powołany na stanowisko Naczelnika Miasta i Gminy Szydłowiec. Pełnił tę funkcję do 1979. W 1987 zakończył pracę nauczyciela, przechodząc na wcześniejszą emeryturę. Był wieloletnim działaczem harcerskim oraz twórcą pierwszych szkolnych pracowni komputerowych. Zmarł w 1996. Jego grób znajduje się na cmentarzu chrześcijańskim w kwaterze VI.